# Medier i Grekland
Medier i Grekland utgörs främst av dagspress, Tv och radio.
Greklands medieutbud består av en mängd dagstidningar, magasin och radio- och tv-kanaler. Sedan det statliga mediebolaget ERT:s nedläggning under 2013 har landets medieutbud dominerats av privata företag.
Greklands ekonomiska kris under 00-talet har haft stor påverkan på dess medielandskap. Statens budgetunderskott har försvårat arbetssituationen för många journalister, fotografer och reportrar och lett till många nedskärningar, både inom public servicesektorn och den privata mediesektorn. Pressfriheten har begränsats markant under de senaste åren och protester är vanligt förekommande bland reportrar och fotografer.

## Dagspressen
De största dagstidningarna i Grekland är Kathimerini, Ta Nea och To Vima, alla med upplagor på runt 50 000 ex (2010).
Kathimerini startades år 1919 av Georgios Vlachos som sedan ärvdes av hans dotter Helen Vlachos. Tidningen räknas som en av de främsta konservativa och högerorienterade tidningarna inom grekiska medier. Tidningen ägs idag av Aristidis Alafouzos genom hans företag Kathimerini Publishing S.A.
Ta Nea är en vänsterorienterad dagstidning som startades 1931 av Dimitrios Lambrakis och har i årtionden varit en av Greklands bästsäljande dagstidningar. Ta Nea ägs idag av Lambrakis Press Group som även äger och publicerar veckotidningen To Vima. I januari 2017 meddelades dock att båda tidningarna ska läggas ned av ekonomiska skäl.

## Televisionen
TV började sändas 1966 i Grekland. 1989 upphörde det statliga monopolet för tv-sändningar vilket medförde nya privatägda tv-kanaler, som idag dominerar marknaden. Den första privata tv-kanalen, och även den största, är Mega Channel. Första sändningen skedde den 20 november 1989.
Public serviceföretaget ERT sände TV i fem kanaler fram till juni 2013 då regeringen bestämde sig för att lägga ned verksamheten för att skära ner på de offentliga utgifterna. ERT finansierades genom statsbudgeten och TV-licenser. Tittarandelen sades vara låg i jämförelse med andra privata tv-bolag. I samband med nedläggningen förlorade runt 2500 människor sina arbeten.
ERT började sända radio 1938 och tv 1966. ERT finansierades av staten och var det enda bolaget i Grekland som erbjöd ett nyanserat, objektivt och varierat programutbud. Därför kan ERT liknas vid Sveriges public service-sektor. 
Nedläggningen av ERT har påverkat mediemångfalden i landet eftersom ERT var den enda tv- och radio-kanalen som var förpliktigad att sända objektiva nyheter. Många av de professionella journalister som förlorade sina jobb fick börja arbeta under sämre förhållanden inom den privata mediesektorn. Nedläggningen ledde till många demonstrationer som möttes av polisvåld. Vissa valde att sända egna program genom ‘’ERT OPEN’’ och protestera genom ‘’sit-in’s’’ men till slut vräktes de av polisen. Greklands nedgång i Reportrar utan gränsers pressfrihetsindex är mycket beroende av detta polisvåld.
Den 14 maj 2014 började det nya statliga radio- och tv-bolaget NERIT sända efter ERT:s nedläggning, men tvingades att lägga ned ett år senare.

## Radio
Grekland har över 1000 radiokanaler. Den första privata radiokanalen Athena 9.84 FM började sända den 31 maj 1987 och ägs av Municipality of Athens. Den största radiokanalen är nyhets- och underhållningskanalen Skai 100.3. De har ett stort och varierat programutbud med nyhets-, sport-, kultur- och humorprogram och ägs av News Dot Com (Data and Information Supply) Radio TV Broadcasting and Commercial Company. Skai 100.3 är en del av Skai Group som är ett av de största mediegrupperna i Grekland. Radiokanalerna Melodia 99.2 som är inriktad på musik och sportkanalen SPORT FM 94.6 är även en del av företaget.
Inom public servicesektorn sände det statliga företaget ERT radio i tre kanaler fram till nedläggningen i juni 2013.
2007 antogs en lag om att alla radiostationer måste sända på grekiska och ha heltidsanställd personal och reservkapital. Detta försvårar situationen för mindre radiostationer, särskilt de ägda av minoriteter, vilket har reducerat Greklands utbud av radiokanaler och mediemångfald.

## Regler och lagstiftning
Yttrandefrihet garanteras inom Greklands författning. Enligt paragraf 14 har alla rätt att uttrycka sina åsikter muntligt, i skrift och genom pressen i enighet med lagen. Samma paragraf garanterar pressfrihet och förbjuder bland annat censurering av medieinnehåll.
Under de senaste åren har censurering och begränsningen av yttrandefriheten varit starkt framträdande i Grekland, mycket beroende på den ekonomiska krisen. I reportrar utan gränsers årliga pressfrihetsindex befann sig Grekland år 2009 på plats 35 och endast fem år senare, år 2014, befann sig landet på plats 99.
I Reportrar utan gränsers rapporter om Grekland finns flera exempel på hur reportrar och fotografer trakasserats och utsätts för våld och hot. Den välkände mediepersonligheten Marios Lolos blev under en fredlig protest på Syntagmaplatsen i Aten utsatt för polisvåld då han blev slagen i huvudet av kravallpoliser och fick föras till sjukhuset för skallskador.
Under de senaste åren har även den högerextremistiska gruppen Gyllene Gryning fått stor genomslagskraft i Grekland, vilket utgör ett stort hot mot grekiska medier och riskerar att minska mediemångfalden ytterligare.